# Salins d'Aigues-Mortes
Les Salins d'Aigues-Mortes est l'un des six établissements de la société les Salins du Midi, et le siège historique de cette société.

## Géographie
Situés sur la commune d'Aigues-Mortes, en Camargue, dans le département du Gard, les salins couvrent une large partie des Marais de Peccais, au sud-est du village fortifié. Ils sont accessibles par la route départementale 46, au sud-est d'Aigues-Mortes. Les flamants roses vivent au bord du lac.

## Histoire
L'exploitation du sel à Aigues-Mortes est une activité économique qui remonte à l'Antiquité. La première activité des salins est attribuée à un ingénieur romain, Peccius, qui laissa son nom au marais de Peccais. Durant le Moyen Âge, alors que le village d'Aigues-Mortes est fortement influencé par l'abbaye de Psalmodie toute proche, l'économie est essentiellement tournée vers la pêche et les salins. Lors du règne de Louis IX, alors que l'abbaye passe sous sa domination, une partie des marais sont assainis, pour faciliter l'activité et les échanges commerciaux de la région. Le développement local est poursuivi sous le règne de Philippe III, dit le Hardi et Philippe IV, dit le Bel, et voit la création des remparts d'Aigues-Mortes.
C'est en 1856 que les Salins d'Aigues-Mortes sont constitués en société, par le regroupement des propriétaires, pour devenir la société Renouard et Cie. En 1868, la société change de nom. La Compagnie des Salins du Midi installe alors son siège social à Montpellier.
Les salins sont inscrits à l'inventaire général du patrimoine culturel, depuis le 22 décembre 1995, tant pour le site de production, que pour les bâtiments administratifs et de logements.

## Production
La production aux salins d'Aigues-Mortes est une production classique de sels de mer, localisée en bord de côtes méditerranéennes, sur un sol totalement plat. L'activité maximale se situe en période estivale, afin de bénéficier d'un ensoleillement optimal, pour une évaporation de l'eau et cristallisation du sel sous l'action conjuguée du soleil et du vent.
Le fonctionnement du salin se fait, par étapes, dans cinq types de bassins consécutifs, reliés entre eux par une circulation de l'eau. Les premiers bassins, les partènements, recueillent l'eau de mer pompée (taux de salinité d'environ 38 g par litre). Les bassins sont, en effet, situés quelques mètres au-dessus du niveau de la mer, et l'absence de marées importantes en Méditerranée oblige à l'usage de pompes. L'eau circule ensuite de bassins en bassins, son taux de salinité augmentant au fur et à mesure. Ce circuit, d'une longueur de plusieurs dizaines de kilomètres, amène l'eau saumurée aux bassins de réserve.

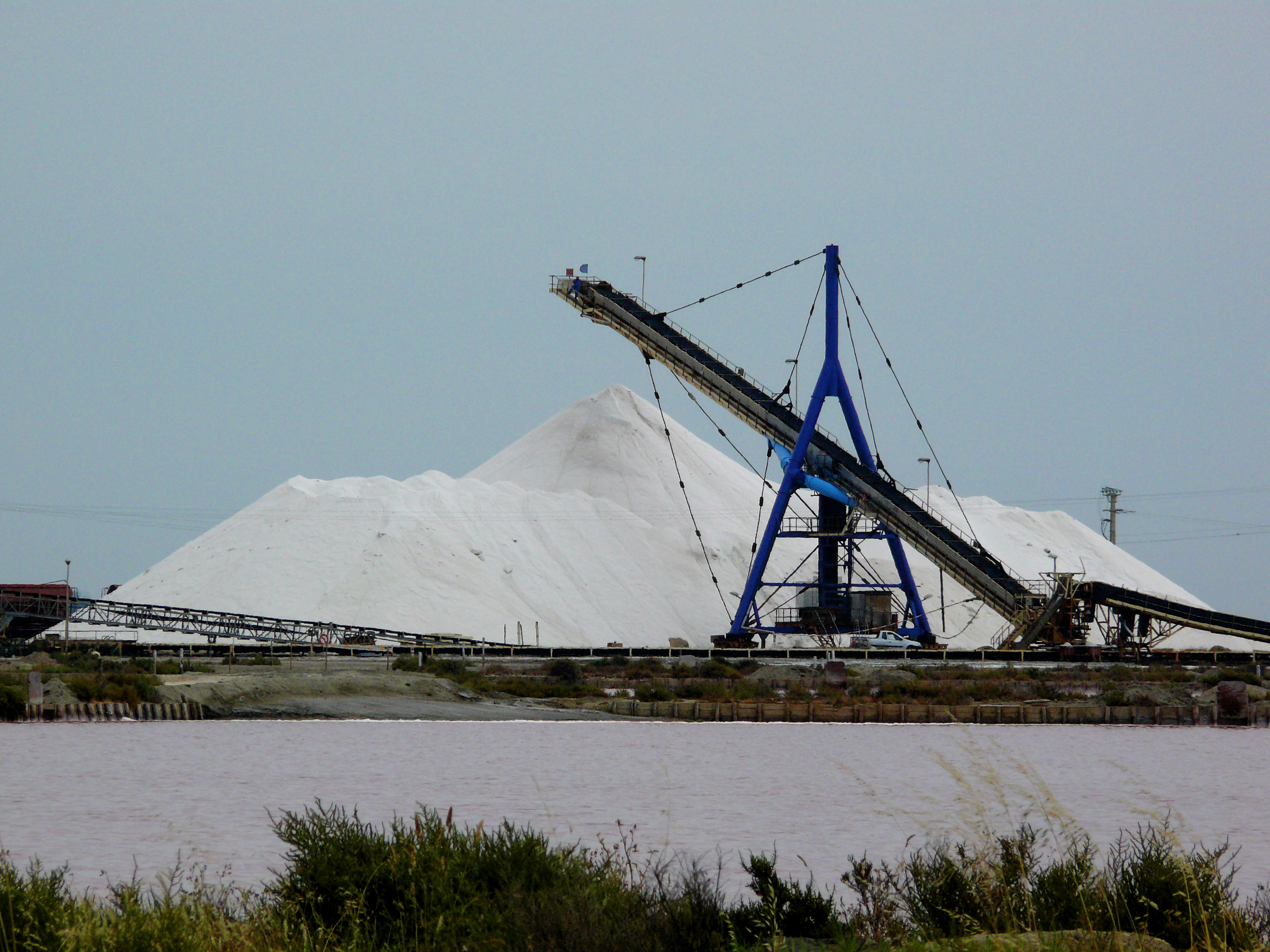
Formation des camelles

Les « tables salantes » (ou « cristallisoirs »), derniers bassins, permettant la récolte du sel, sont moins profonds que les précédents. Le taux de salinité atteint alors 260 g de sel par litre d'eau. Il s'agit de la partie la plus marquante de la production : d'une part, par la couleur des bassins, due à la présence d'algues microscopiques dans l'eau, la Dunaliella salina ; d'autre part le mode d'extraction du sel. Une fois la vidange de l'eau effectuée, une couche de 8 à 15 centimètres de sel, le « gâteau de sel » recouvre le fond des bassins. Autrefois récolté manuellement, par les paludiers (ou sauniers), le sel est recueilli de manière mécanique, par des tracteurs à chenilles muni de pelle à l'avant. Le sel ainsi récolté est entreposé sous forme de monticules de 10 à 15 mètres, les camelles.

## Les différents produits des salins d'Aigues-Mortes

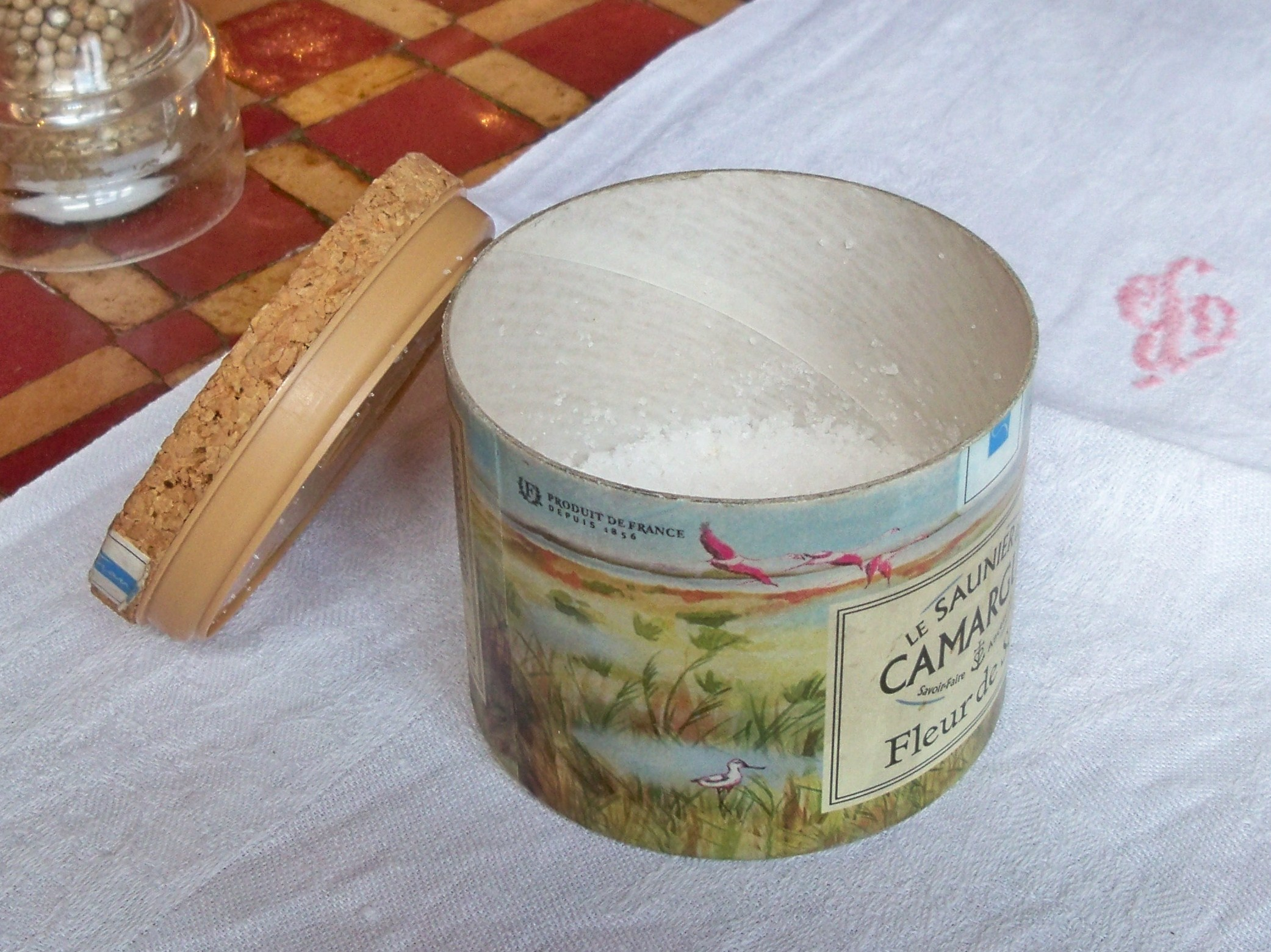
Fleur de sel

Les produits des salins d'Aigues Mortes sont vendus sous deux marques commerciales : « La Baleine », « Le Saunier de Camargue ». La production est composée de sel fin, gros sel, et fleur de sel. Cette dernière est proposée telle quelle, ou agrémentée de piments, herbes de Provence, ou d'autres épices.

## À voir aussi

### Fonds d'archives
- Fonds : Archives des Salins de Peccais (1538-1892) [1,65 ml].  Cote : 3 F. Montpellier : Archives départementales de l'Hérault (présentation en ligne).